# Heteronyx asperatus
Heteronyx asperatus är en skalbaggsart som beskrevs av Moser 1920. Heteronyx asperatus ingår i släktet Heteronyx och familjen Melolonthidae. Inga underarter finns listade i Catalogue of Life.